# Bractwo Kapłańskie Misjonarzy Świętego Karola Boromeusza
Bractwo Kapłańskie Misjonarzy Świętego Karola Boromeusza - (łac. Sacerdotalis Fraternitas Missionariorum a Sancto Carolo Borromeo) – katolickie, stowarzyszenie życia apostolskiego.

## Historia
Założone 14 września 1985 przez włoskiego prezbitera - Massimo Camisascę. Wyrasta z doświadczenia ruchu Comunione e Liberazione, którego członkiem jest założyciel. 19 marca 1999 bractwo uzyskało definitywną aprobatę Stolicy Apostolskiej.
Bractwo formuje prezbiterów, misjonarzy dla diecezji na całym świecie, o których mogą prosić biskupi odczuwający braki kapłanów. Misjonarze są wysyłani zawsze po kilku (minimum 2-3 osoby). W 2010 Bractwo liczyło 151 członków, z których 105 posiadło sakrament święceń. Bractwo posiada dwa seminaria - w Rzymie i Meksyku.

## Przełożeni generalni
- 1985-2012 - Massimo Camisasca
- od 2013 - Paolo Sottopietra